# Казале (Ређо ди Калабрија)
Казале је насеље у Италији у округу Ређо ди Калабрија, региону Калабрија.
Према процени из 2011. у насељу је живело 183 становника. Насеље се налази на надморској висини од 361 м.